# NGC 7065A
NGC 7065A is een balkspiraalstelsel in het sterrenbeeld Waterman. Het hemelobject werd op 3 augustus 1864 ontdekt door de Duitse astronoom Albert Marth.

## Synoniemen
- MCG -1-54-18
- NPM1G -07.0505
- IRAS 21242-0714
- PGC 66774